# Château de Flambermont
Le château de Flambermont est situé sur le territoire de la commune de Saint-Martin-le-Nœud, dans le département de l'Oise.

## Historique
Le château actuel est construit vers le milieu du XVIIIe siècle par Augustin-Claude de La Vacquerie, seigneur de Senefontaine et Flambermont, commissaire des guerres.
L'édifice est inscrit au titre des monuments historiques par arrêté du 26 janvier 2007.

## Description
Le corps de logis élevé sur quatre niveaux est composé de neuf travées, la travée centrale légèrement plus large. Il est coiffé d'une toiture à quatre pans couverte d'ardoises.
La demeure est édifiée en "brique et pierre".
Le rez-de-chaussée accueillait les pièces au "service de la bouche", cuisines, réserves. 
Le premier étage, accessible par l'escalier extérieur avec perron, comprenait les pièces de réception. 
On peut supputer qu'un salon, une salle à manger voire une bibliothèque y étaient présents.
Le dernier étage était dédié à la sphère privée familiale, il abritait des chambres accompagnées de 
cabinets ou de garde-robes.
Une serre, de type "palmarium" a été édifiée après 1890 pour accueillir des palmiers et autres 
plantes exotiques.
Construite avec des armatures métalliques et du verre martelé, elle comprend un corps central d'une hauteur de 10 m, couvert par un dôme, remarquable par ses verres courbés, jouxté de deux petites ailes allongées symétriques pour une surface totale de 200 m2.
Restaurée à partir de 2012, la serre "palmarium" est inscrite à l'Inventaire supplémentaire des Monuments historiques.